# Kościół Zwiastowania Najświętszej Maryi Panny w Serocku
Kościół Zwiastowania Najświętszej Maryi Panny w Serocku – rzymskokatolicki kościół parafialny znajdujący się w mieście Serock, przy ulicy Farnej.
Jest to późnogotycka budowla z basztami o charakterze obronnym – jeden z cenniejszych zabytków Mazowsza. Wzniesiona w 1526, później przebudowana. Posiada jedną nawę, z wyodrębnionym węższym prezbiterium i czworokątną wieżą pokrytą dachem wspólnym z nawą, ma oskarpowanie. Na fasadzie jest zegar słoneczny z wierszowanym napisem „To pomnij czas ucieka, śmierć goni, wieczność czeka”. W ścianach są umieszczone kule armatnie z 1914 roku. Wyposażenie pochodzi głównie z epoki późnego baroku z XVIII wieku; w ołtarzu głównym figury świętych Wojciecha i Stanisława biskupów, w ołtarzach bocznych obrazy przedstawiające św. Annę Samotrzeć i św. Barbarę; stację Męki Pańskiej zostały wykonane w 1937 roku przez Zofię Trzcińską-Kamińską.

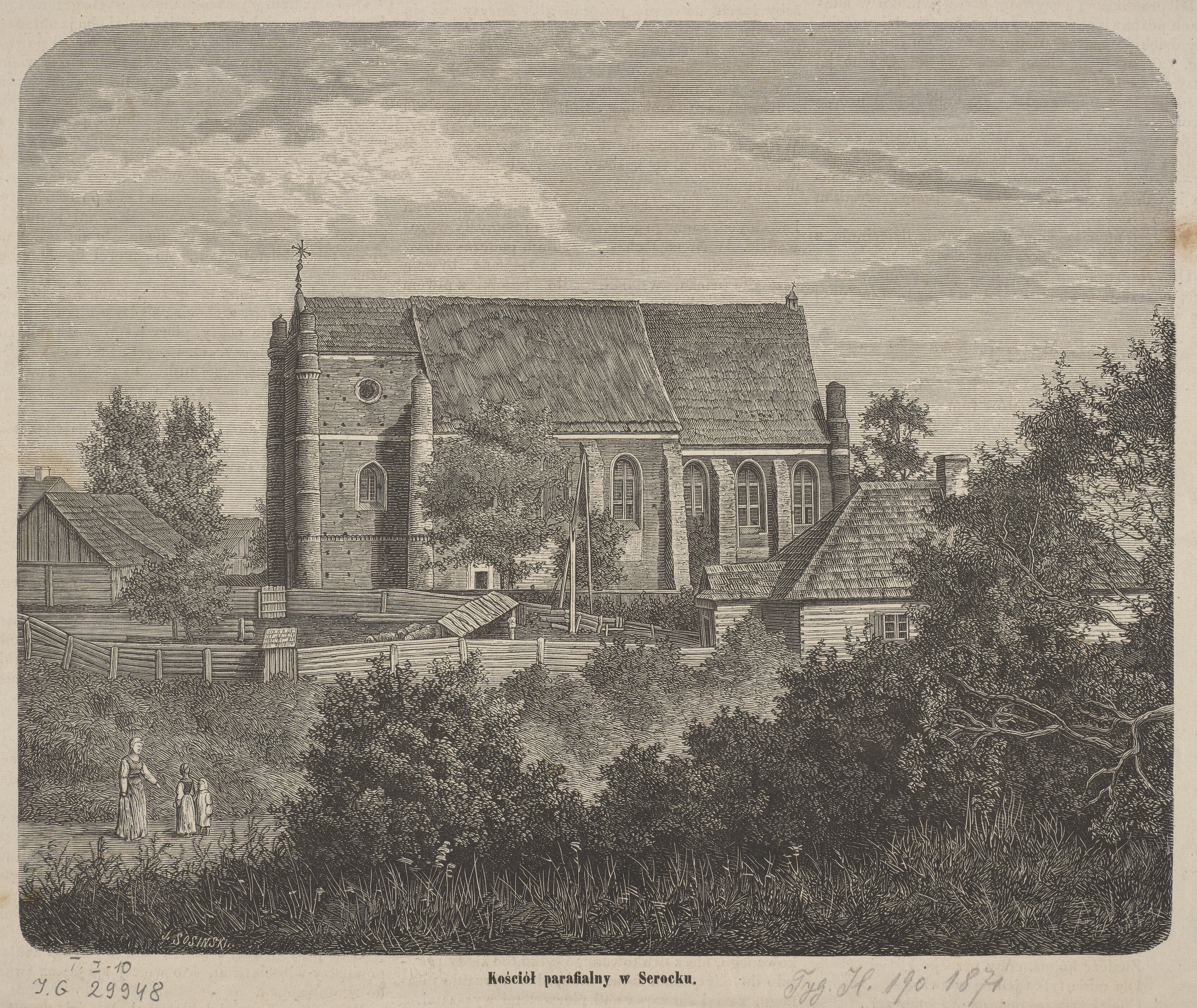
Kościół na litografii z 1871
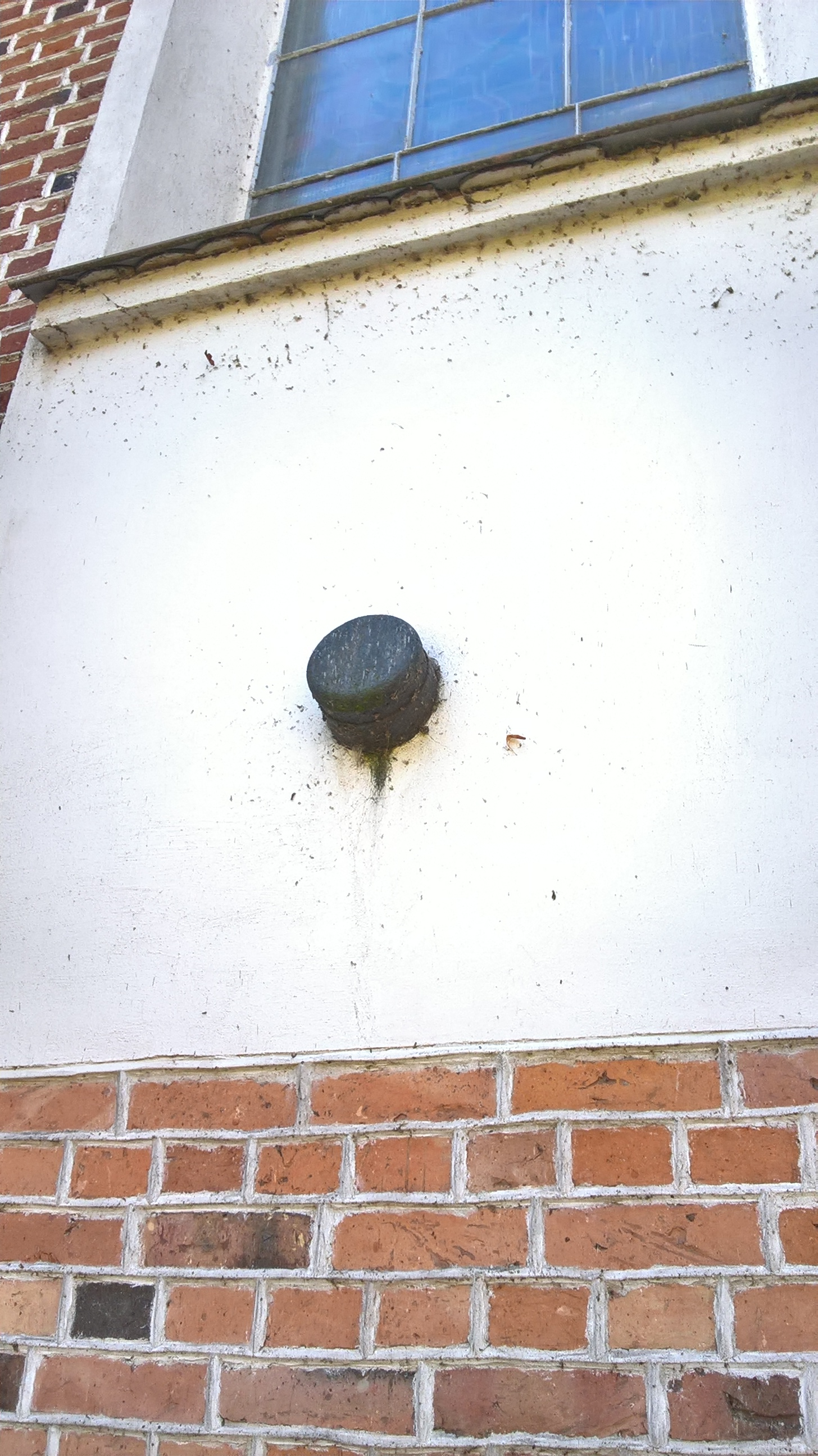
Pocisk z okresu I wojny światowej w północnej ścianie kościoła.